# Inés de Oliveira Cézar
Inés de Oliveira Cézar  (Buenos Aires, Argentina, 1964) es una guionista y directora de cine argentina.

## Actividad profesional
En la década de 1980 realizó sus primeros cursos de dirección y puesta en escena en tanto seguía en la Universidad Argentina John F. Kennedy la carrera de Psicología.
Entre 1990 y 1992 realizó la dirección de teatro y se desempeñó como curadora de artes escénicas en el Museo de Arte Moderno. Sus estudios de cine empiezan en 1992 y de 1994 a 1996 fue asistente de dirección y directora de casting en Flehner Films. Entre 1996 y 1999 dirigió cine publicitario para Argentina, Perú y Uruguay.
Dirigió y produjo su primera película de ficción en 2002, titulada La entrega. El siguiente filme, de 2004, es Cómo pasan las horas, según su propio guion escrito en colaboración con el dramaturgo Daniel Veronese y la actuación de Roxana Berco, Susana Campos, Guillermo Arengo y Agustín Alcoba. Ese proyecto fue declarado de “Interés cultural” por la Secretaría de Cultura de la Nación. El filme fue presentado en el Festival Internacional de Cine de Berlín, Festival Internacional de Cine de Mar del Plata, Buenos Aires Festival Internacional de Cine Independiente (BAFICI), Festival de Cine de Jerusalén, Festival Internacional de Cine de San Sebastián, Vancouver Internacional Film Festival, Festival de cine de Londres, Hong Kong Internacional Film Festival y Festival Internacional Thessaloniki de Cine donde obtuvo el premio FIPRESCI a la mejor película de la competencia internacional. 
En enero de 2006 recibió una mención de FIPRESCI Argentina a la mejor película Nacional 2005 y en mayo del mismo año fue galardonada con el premio a la mejor obra de ficción realizada por una mujer en el Festival Internacional de Cine Pobre, Cuba.
Fue nominada para los premios Cóndor de Plata en las categorías “Mejor Película”, “Mejor Dirección” y “Mejor fotografía”.
En mayo de 2007 recibió el premio "Découverte du Jeune Cinéma Argentin" otorgado por la Escuela de Cine FEMIS - École Nationale Supérieure des Métiers de l'Image et du Son- durante la Novena Edición de La Sudestada llevada a cabo en París del 9 al 24 de mayo. 
En 2007 estrenó su tercera película, Extranjera una versión libre de “Ifigenia en Aúlide” de Eurípides, en el Festival de Berlín y sigue su recorrido por numerosos festivales internacionales, además de ser nominada para los premios Cóndor y los premios Sur. En 2009 recibió el premio de Argentores al mejor guion adaptado.
El recuento de los daños, basada en la tragedia de Edipo, su cuarta película, se estrenó en la 60.ª edición del Festival de Berlín 2010 y se presentó en La Maison de l’ Ámerique Latine en París, en el marco de la celebración por el Bicentenario Argentino en Francia para luego participar en la Competencia oficial del Festival de Buenos Aires (BAFICI).
Oliveira Cézar se desempeña como docente de Dirección de Cine y Guion en la Universidad del Cine (FUC) y dicta seminarios de cine y filosofía.

## Filmografía
Directora
- Baldío (2019)
- La otra piel (2018)[1][2][3]
- Cassandra (2013)
- El recuento de los daños (2010)[4]
- Extranjera (2007)
- Cómo pasan las horas (2004)[5][6]
- La entrega[7] (2002)

Guionista
- La experiencia judía, de Basavilbaso a Nueva Ámsterdam (2019)
- Baldío (2019)
- La otra piel (2018)
- Cassandra (2013)
- El recuento de los daños (2010)
- Extranjera (2007)
- Cómo pasan las horas (2004)
- La entrega[7] (2002)

Productora
- Baldío (2019)
- Cassandra (2013)
- El recuento de los daños (2010)
- La entrega[7] (2002)

Montadora
- Cassandra (2013)

Asistente del director
- Secuestro y muerte (2010)